# Шлагбаум

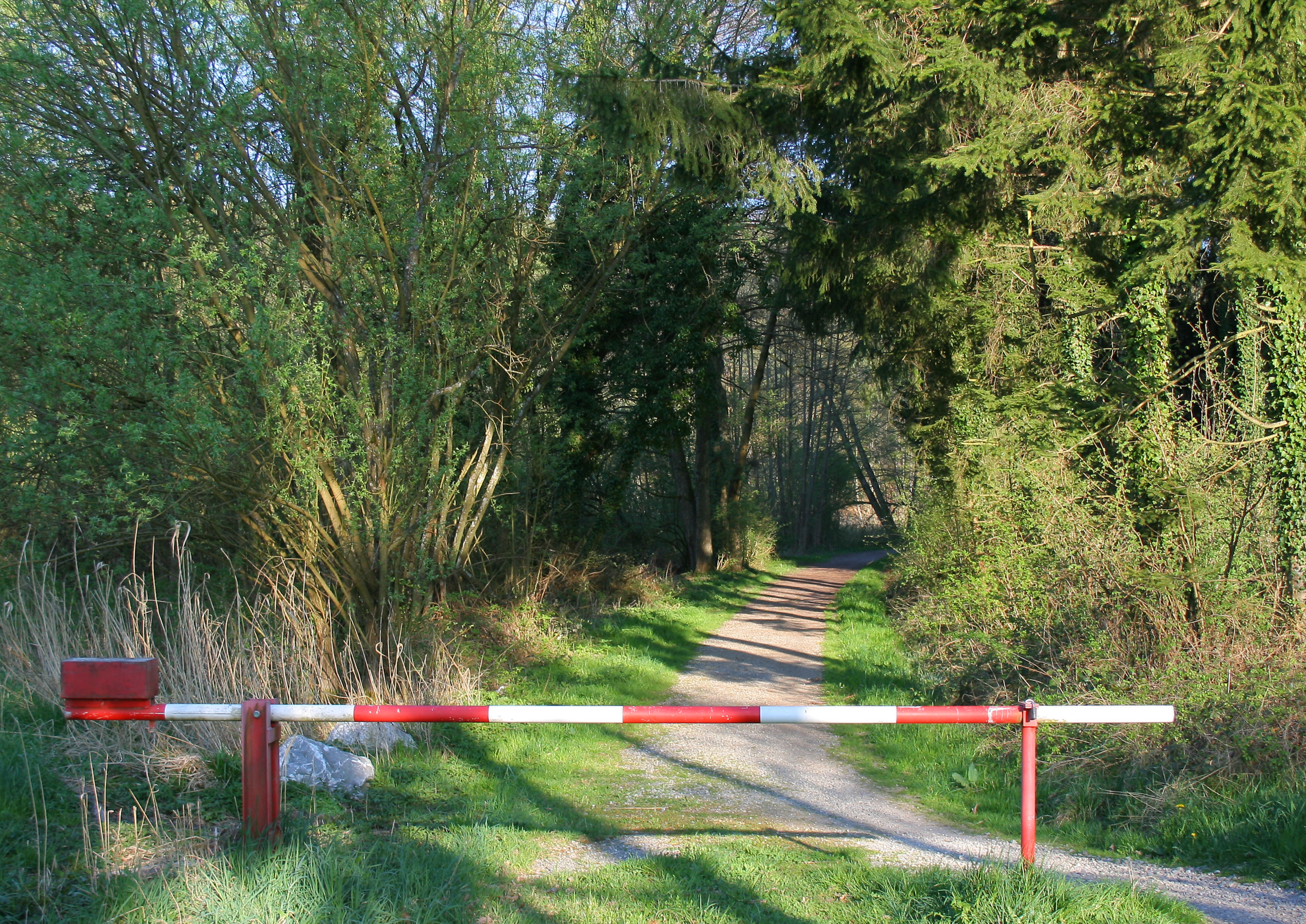
Вертикальный шлагбаум

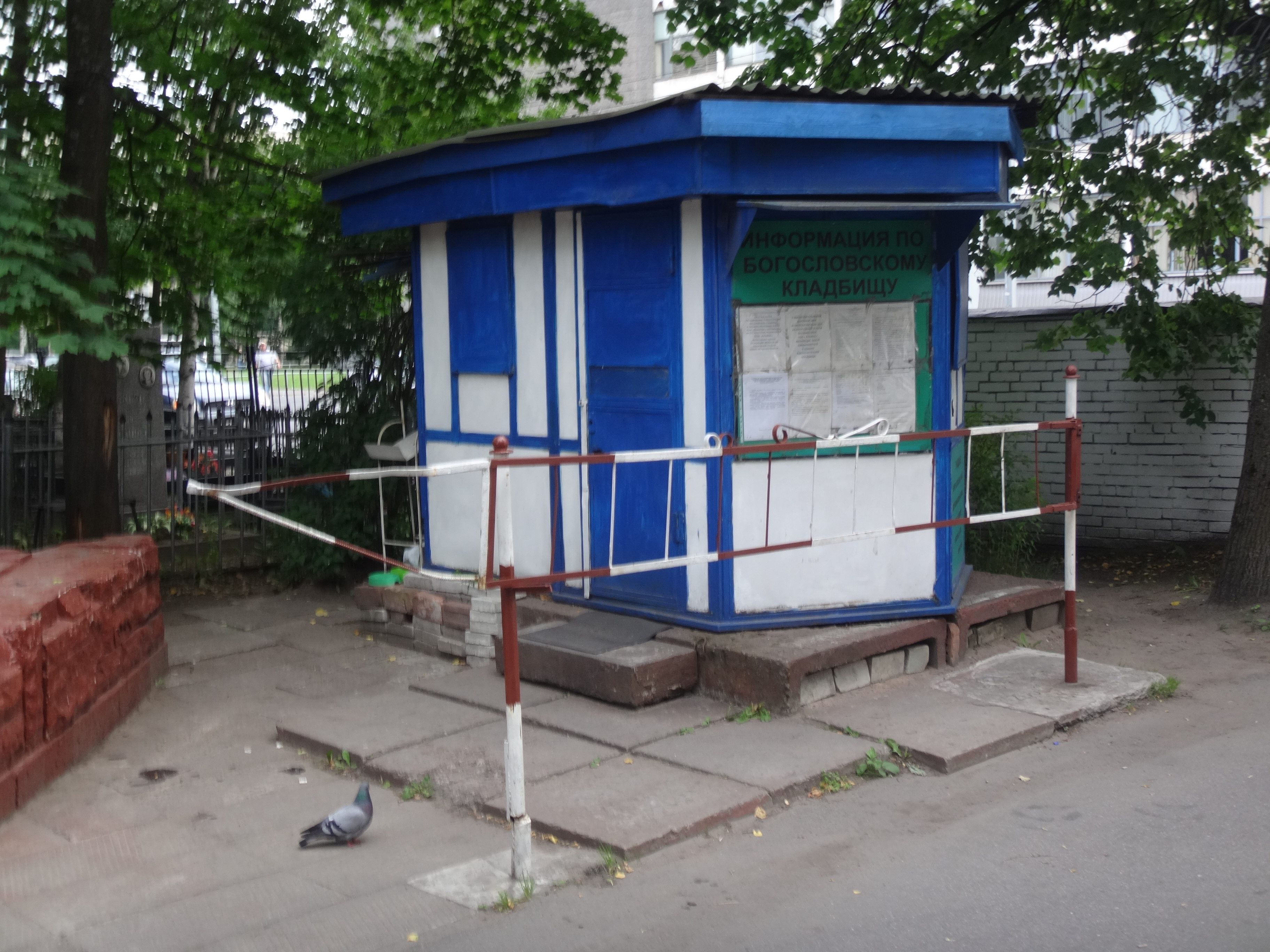
Горизонтальный шлагбаум

Шлагба́ум (нем. Schlagbaum, от schlagen «ударять», «рубить деревья» и baum «дерево») — устройство для быстрого преграждения и освобождения пути в виде поворачивающейся вокруг горизонтальной (вертикальный шлагбаум) или вертикальной (горизонтальный шлагбаум) оси стрелы. Шлагбаумами обычно снабжены пересечения автомобильных и железнодорожных путей. Также их ставят для регулирования въезда на охраняемые территории.
Шлагбаум автоматический — современное решение для контроля въезда и выезда транспорта на закрытых огороженных территориях и других объектах, где необходимо ограничение доступа к ним (на промышленных, складских, торговых и офисных охраняемых зонах, автостоянках, местах парковки и пр.)

## Конструкция шлагбаума
Конструкция любого шлагбаума состоит из двух основных элементов — стойки и стрелы. Дополнительно шлагбаумы могут быть оснащены автоматикой, ловителем, защитной юбкой, фотоэлементами и прочими устройствами безопасности и управления.

### Стойка (тумба)
Стойка (тумба) шлагбаума является основой всей конструкции, на которую крепятся стрела и силовой механизм (электродвигатель и пр.). Корпус стойки обычно изготавливается из антивандального материала, стойкого к механическим повреждениям и коррозии.

### Стрела
Стрела шлагбаума — элемент конструкции, предназначенный непосредственно для перекрытия проема. Как правило, стрелы изготавливаются из алюминия, также они бывают из нержавеющей стали, дерева, пластика и специальных сплавов. Длина стрелы зависит от ширины проезда, который необходимо перекрыть, и интенсивности использования шлагбаума. Стрелы бывают прямоугольного, треугольного и круглого сечения. Для помещений с ограничением по высоте выпускаются также складные стрелы. Для безопасности стрелы покрываются светоотражающей краской или наклейками яркого цвета (обычно это сочетание красного и белого).

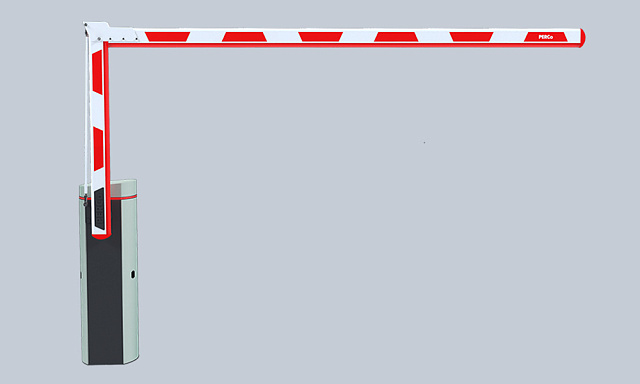
Шлагбаум PERCo GS04 со складной стрелой

## Ловитель стрелы
Ловитель предназначен для остановки и удерживания стрелы при закрытии шлагбаума.

### Юбка
Юбка — дополнительное устройство, служащее для обеспечения безопасного проезда транспортных средств через шлагбаум в условиях недостаточной видимости (туман, дождь, снег, темное время суток).

### Устройства, подающие команды на открытие
Сейчас существует много различных устройств, которые взаимодействуют с шлагбаумами, в их число входят: удаленно установленные проводные кнопки, беспроводные брелоки, устройства контактного считывания карт и многие другие.

## Шлагбаум в искусстве
Шлагбаумы, которые в XVIII—XIX веках приходилось пересекать при въезде во все города Российской империи, составляли неизменную часть дорожных впечатлений современников, и упоминаются во многих произведениях русской литературы. Нередко можно встретить описание процедуры пересечения городской границы: дежурный офицер проверяет и подписывает подорожные документы, и лишь затем отдает «инвалидному солдату» команду открыть шлагбаум: «Подвысь!». В пьесе В. К. Кюхельбекера «Ижорский» караульный офицер при въезде в Петербург не только проверяет у героя подорожную, но и задает вопрос «Где остановитесь?».
Шлагбаум в произведениях русских литераторов — зримая граница города, а в переносном смысле — препятствие, затруднение на пути. «Царственная дорога романа, вам казалось, вела к великолепнейшему дворцу: и вдруг ― на дороге шлагбаум в виде нравоучительных рассуждений: как бы ни были они глубоки, они — не искусство» — читаем мы в очерке Андрея Белого «Лев Толстой и культура» (1912).
Опасения А. С. Пушкина из стихотворения «Дорожные жалобы» (1830): «Иль мне в лоб шлагбаум влепит//Непроворный инвалид» — не уникальны. У И. И. Лажечникова в «Ледяном доме» (1835) можно прочесть: «он грезится мне и во сне, как шлагбаум, который, того и гляди, ударит меня по голове». Вероятно, дежурные солдаты стремились как можно быстрее опустить тяжёлый шлагбаум, чтобы не пропустить никого недозволенного, что вызывало у путников вполне объяснимую тревогу. У М. Н. Волконского в историческом романе «Вязниковский самодур» (1914) описано, как поспешно опущенный шлагбаум убил камердинера.

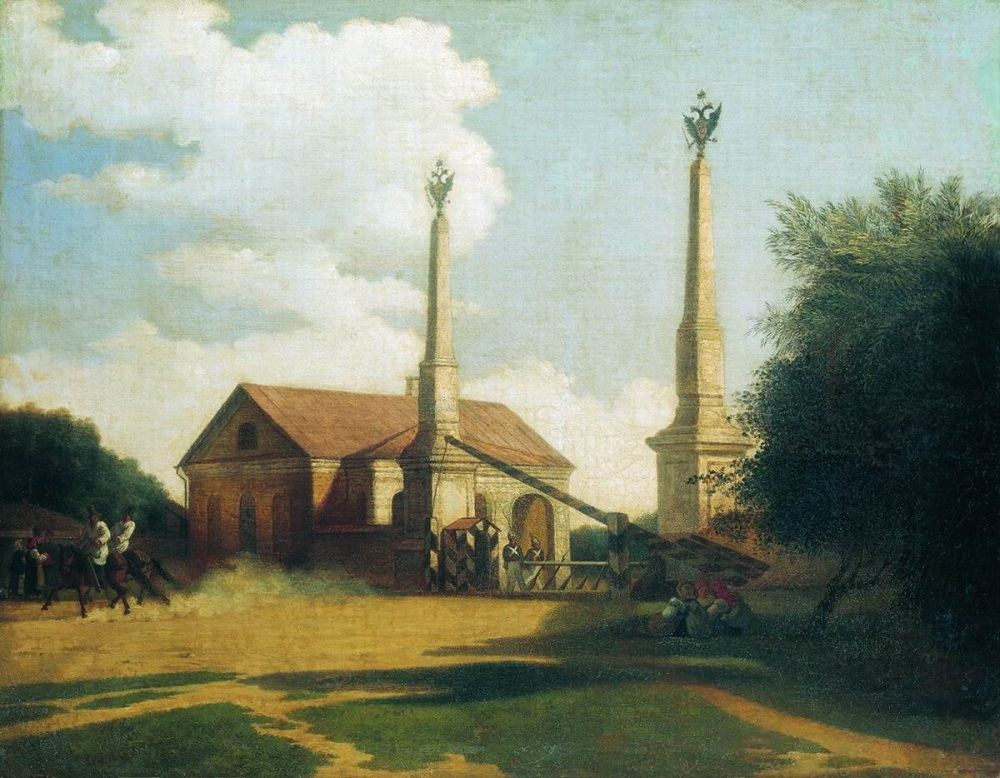
К.-Ф. П. Бодри. «Москва. Застава у въезда в город», 1849

Шлагбаумы у городских застав, с неизменной полосатой будкой дежурного, можно увидеть у многих русских художников, например на картинах К.-Ф. П. Бодри «Москва. Застава у въезда в город» (1849) или Н. А. Касаткина «У шлагбаума» (1890).

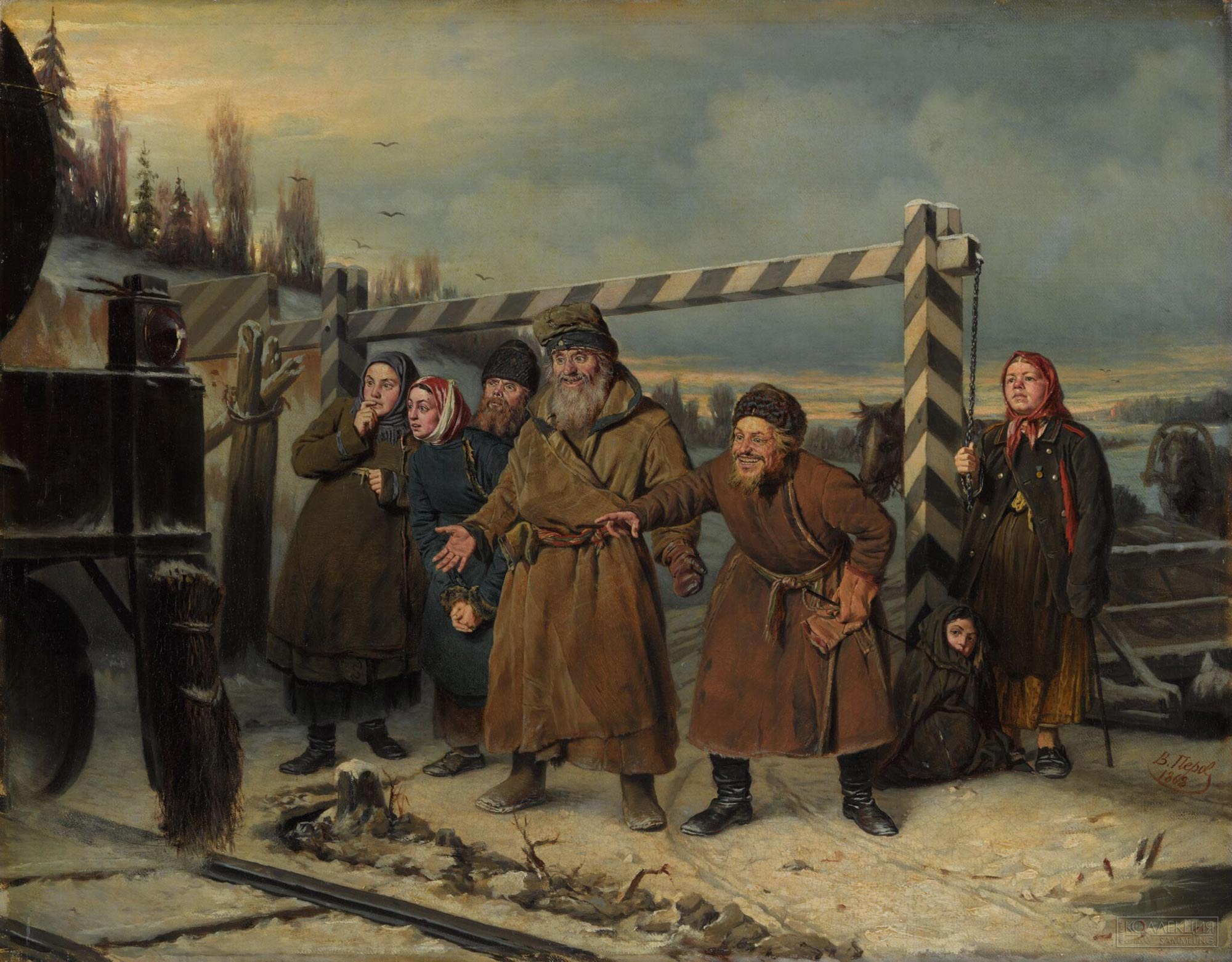
В. Г. Перов. «Сцена у железной дороги», 1868

С появлением железных дорог шлагбаумы стали устанавливать у переездов. На фоне одного из таких шлагбаумов разворачивается сюжет картины В. Г. Перова «Сцена у железной дороги», (1868). Справа — фигура железнодорожной служительницы в шинели и с сигнальным флагом, в обязанности которой входило опускать и поднимать шлагбаум.